# Kalînivka, Koreț
Kalînivka (în ucraineană Калинівка) este un sat în comuna Holovnîțea din raionul Koreț, regiunea Rivne, Ucraina.

## Demografie
Componența lingvistică a localității Kalînivka
     Ucraineană (98,39%)
     Română (1,07%)
     Alte limbi (0,54%)
Conform recensământului din 2001, majoritatea populației localității Kalînivka era vorbitoare de ucraineană (98,39%), existând în minoritate și vorbitori de română (1,07%).